# Балхаш-Алакольська улоговина
46°00′ пн. ш. 77°30′ сх. д. / 46° пн. ш. 77.5° сх. д.

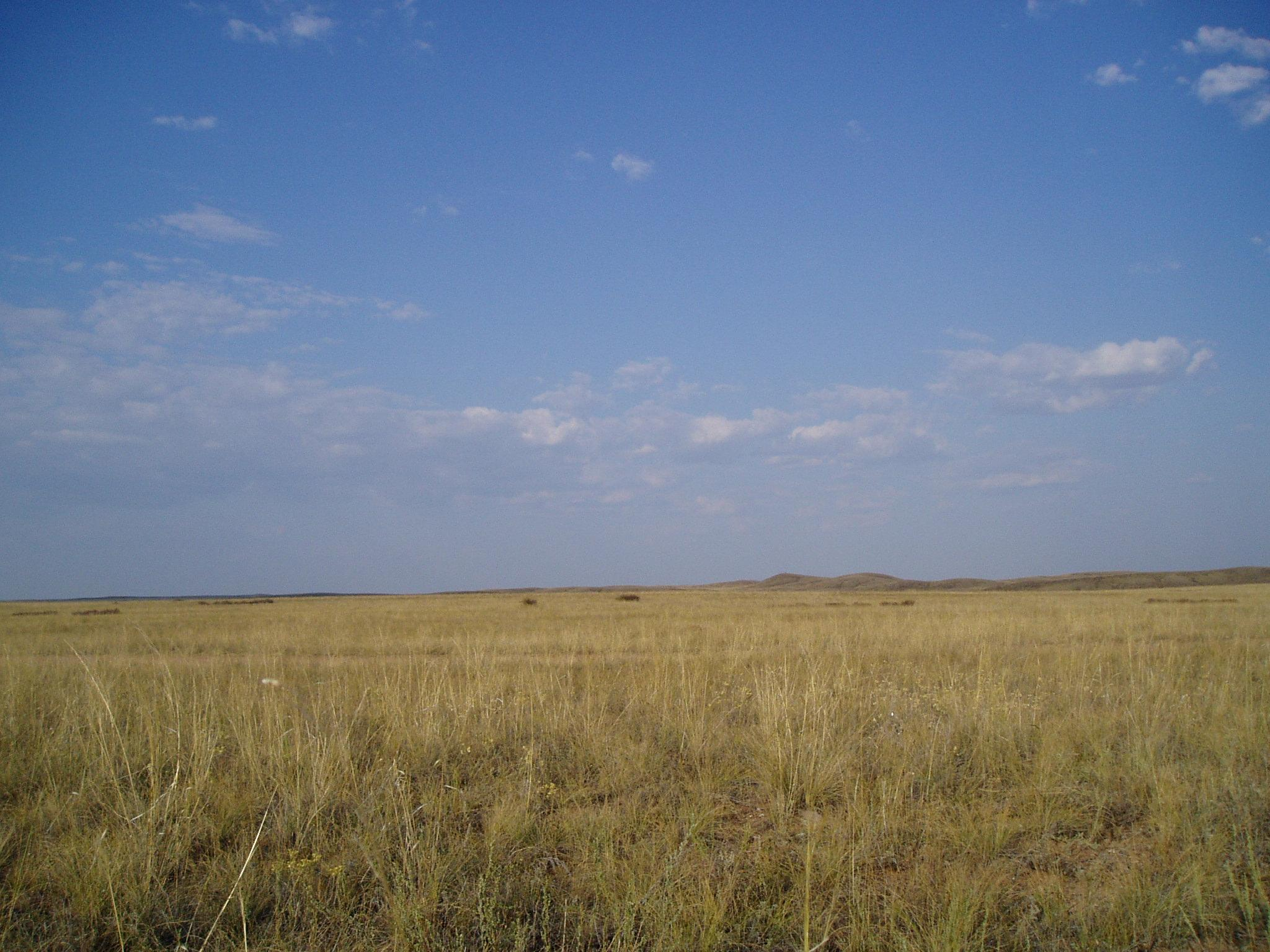
Пустеля в районі Балхаша. Літо.

Балхаш-Алакольська улоговина — плоска замкнута низовина в північно-східному Казахстані, розташована на висоті 342—600 м над рівнем моря.

## Водоймища
Зайнята на заході озером Балхаш, на сході озерами Сасикколь і Алаколь, на півдні піщаними масивами Таукум, Сариєсик-Атирау, Мойинкум тощо. Утворилася в результаті пологого прогинання і заповнення його річковими піщаними відкладеннями.

## Флора і фауна
Піски перевіюють і утворюють напівзарослі пасма заввишки до 30 м. У рослинному покриві переважають саксаул, джузгун, тереськен, полин, солянка. Ґрунти в основному бурі пустинно-степові і малокарбонатні сероземи, солончаки. Опадів 135—200 мм на рік.